# Зин
Зин (њем. Sien) општина је у њемачкој савезној држави Рајна-Палатинат. Једно је од 96 општинских средишта округа Биркенфелд. Према процјени из 2010. у општини је живјело 571 становника. Посједује регионалну шифру (AGS) 7134082.

## Географски и демографски подаци
Зин се налази у савезној држави Рајна-Палатинат у округу Биркенфелд. Општина се налази на надморској висини од 345 метара. Површина општине износи 8,5 km². У самом мјесту је, према процјени из 2010. године, живјело 571 становника. Просјечна густина становништва износи 67 становника/km².